# Seseli tenuisectum
Seseli tenuisectum là một loài thực vật có hoa trong họ Hoa tán. Loài này được Regel & Schmalh. miêu tả khoa học đầu tiên.